# Inomstående-utomstående-hypotesen
Inomstående-utomstående-hypotesen ger en förklaring till faktumet att arbetslösa inte bjuder under de sysselsattas löner. Om arbetsmarknaden skulle ha fungerat som andra marknader så hade lönerna bestämts som ett jämviktstillstånd mellan utbud och efterfrågan, men i stället ligger lönerna högre än så, vilket orsakar arbetslöshet.
Den internationella facktermen för hypotesen är insider-outsider theory.
Nationalekonomerna Assar Lindbeck och Dennis Snower lade under 1980-talet fram idéer om att inomstående, det vill säga de sysselsatta, har en starkare förhandlingsposition än utomstående, de arbetslösa. Ifall arbetsgivarna skulle anställa personer till mycket låga löner så skulle de som redan arbetar kunna strejka, maska, vägra att samarbeta med de nyanställda, vägra att utbilda dem, etc. Eftersom inomstående besitter företagsspecifika kunskaper så skulle det vara förenat med stora kostnader för arbetsgivaren att byta ut dem mot billigare utomstående, och hoten är därför trovärdiga.

## Hysteres på arbetsmarknaden
Nationalekonomerna Olivier Blanchard och Lawrence Summers visade 1986 att inomstående-utomstående-mekanismen kan ge upphov till hysteres på arbetsmarknaden, det vill säga det tillstånd där en tillfällig nedgång i arbetsefterfrågan ger en konstant högre arbetslöshet. Om efterfrågan minskar på arbetsmarknaden innebär det, om löneavtalen håller kvar lönerna på hög nivå, att några av de sysselsatta kastas ut i arbetslöshet. De går alltså från att vara inomstående till att vara utomstående. När det sedan blir bättre tider igen så utnyttjar den då mindre gruppen av sysselsatta sin starkare förhandlingsposition till att höja sina egna löner i stället för att låta dem som förlorat sina jobb få dem tillbaka.